# Parada (Vila do Conde)
Parada is een plaats (freguesia) in de Portugese gemeente Vila do Conde en telt 365 inwoners (2001).